# Örkyttjärnet (Mangskogs socken, Värmland)
Örkyttjärnet är en sjö i Arvika kommun i Värmland och ingår i Göta älvs huvudavrinningsområde.